# A Shape of Light
A Shape of Light (tựa đầy đủ là A Shape of Light: A Silent Voice The Movie Original Soundtrack) là album nhạc phim chính thức cho tác phẩm hoạt hình Nhật Bản Dáng hình thanh âm của nhà soạn nhạc kiêm nhạc sĩ EBM Ushio Kensuke. Nhạc phẩm gồm có 61 bài hát trên hai đĩa CD, có thời lượng khoảng 2 giờ đồng hồ. Album được phát hành vào ngày 14 tháng 9 năm 2016 thông qua hãng Pony Canyon. Sản phẩm bản địa hóa ở các nước phương Tây do Anime Limited thực hiện vào năm 2017 tại Bắc Mỹ. A Shape of Light giành vị trí cao nhất - hạng 74 trên bảng xếp hạng Japanese Albums Chart và trụ ở đây trong 5 tuần.

## Sản xuất
Ushio Kensuke, nhạc sĩ nhạc EBM dưới nghệ danh agraph đã được công bố là người đảm nhiệm sáng tác nhạc phim vào tháng 5 năm 2016 sau khi anh đề nghị được viết nhạc cho bộ phim hoạt hình Dáng hình thanh âm của xưởng phim Kyoto Animation vào cuối năm 2015.
Hầu hết các ca khúc do chính Ushio sáng tác trong khi tất cả các bài hát có tên gọi là inv dựa trên bản nhạc Invention No. 1 in C mayor, BWV 772, nguyên tác của Johann Sebastian Bach. Ushio làm việc cùng đạo diễn bộ phim là Yamada Naoko và họ có nhiều góc nhìn tương đồng khi đề cập đến khái niệm và âm nhạc của bộ phim. Ushio Kensuke miêu tả tác phẩm hoạt hình là câu chuyện của Shōyas, liên quan đến mối quan hệ của cậu với những người khác và cách cậu đối xử với họ - một chủ đề phổ quát khi tách nó ra khỏi bối cảnh phim.
Ngoài việc nghiên cứu về khái niệm, tác giả nhạc phim Ushio Kensuke còn nghiên cứu cả trên máy trợ thính - đóng một vai trò quan trọng trong khâu sáng tác. Vì máy trợ thính là thiết bị khuếch đại âm thanh có thể đeo trên tai, nên về lý thuyết âm thanh lọt vào màng nhĩ theo dạng tạp âm. Ushio đã lấy cây piano đứng làm ví dụ cho sự khác biệt giữa tạp âm và thanh nhạc, cũng như định nghĩa một thanh âm, "Những cây piano đứng có nhiều loại âm thanh, chẳng hạn như âm thanh của ngón tay gõ trên phím đàn, tiếng búa gõ vào dây đàn khi nhấn phím,... tôi đã tháo đàn piano và cài vào trong đó một chiếc microphone, vì vậy chúng tôi bắt đầu thu âm với ý định ghi lại tất cả tạp âm vào đó."
Để thực hiện nhạc phẩm cho bộ phim, Ushio đã được xem một vài trang kịch bản. Ông còn cho biết ông đã nỗ lực hết sức để ghi lại các bản âm thanh. Nhạc phim được ghi tại phòng thu Maruni Studios ở Tokyo. Bài slt có sự góp mặt của nhạc sĩ khách mời Yuji Katsui trong vai trò chơi violin. Phần hòa âm đĩa đầu tiên do Hiroshi Kitashiro đảm nhiệm, trong khi Ushio tự mình trộn âm cho đĩa CD thứ hai. Phần hậu kỳ được xử lý tại Kimken Studios.

## Bối cảnh
Ushio sáng tác tổng cộng 82 bài hát cho phần nhạc phim. 61 bài trong số đó được chọn làm nhạc chính thức trong khi đó 50 bài có thể nghe thấy trong lúc thưởng thức bộ phim. Hầu hết các ca khúc đều được sáng tác cho piano.
Tựa của các ca khúc trên đĩa CD đầu tiên đều chứa ba chữ cái, ngoại trừ những bài có tựa là inv, van(var), lvs(var) và lit(var). Những tựa đề có ba chữ cái ấy là các mã nhận diện do chính Ushio tạo ra trong lúc sáng tác các bài hát. Ushio quyết định anh sẽ sử dụng mã nhận diện của mình làm tên các ca khúc thay vì đổi tên chúng, nhằm nói cho thính giả những lớp nghĩa có khả năng tồn tại của chúng. Thay vào đó ông muốn thính giả tự đưa ra cách diễn giải của mình.

## Danh sách ca khúc
| CD 1             | CD 1                                             | CD 1                  | CD 1       |
| STT              | Nhan đề                                          | Sáng tác              | Thời lượng |
| ---------------- | ------------------------------------------------ | --------------------- | ---------- |
| 1.               | "tre"                                            | Kensuke Ushio         | 01:48      |
| 2.               | "inv(I.i)"                                       | Johann Sebastian Bach | 01:23      |
| 3.               | "roh"                                            | Kensuke Ushio         | 01:46      |
| 4.               | "lvs"                                            | Kensuke Ushio         | 02:06      |
| 5.               | "inv(I.ii)"                                      | J.S. Bach             | 01:12      |
| 6.               | "rev"                                            | Kensuke Ushio         | 01:34      |
| 7.               | "inv(I.iii)"                                     | J.S. Bach             | 01:19      |
| 8.               | "lvs(var)"                                       | Kensuke Ushio         | 01:26      |
| 9.               | "thn"                                            | Kensuke Ushio         | 00:49      |
| 10.              | "lit"                                            | Kensuke Ushio         | 00:51      |
| 11.              | "bnw"                                            | Kensuke Ushio         | 00:50      |
| 12.              | "htb"                                            | Kensuke Ushio         | 01:02      |
| 13.              | "bll"                                            | Kensuke Ushio         | 01:02      |
| 14.              | "acc"                                            | Kensuke Ushio         | 01:38      |
| 15.              | "int"                                            | Kensuke Ushio         | 01:21      |
| 16.              | "flw"                                            | Kensuke Ushio         | 01:36      |
| 17.              | "mon"                                            | Kensuke Ushio         | 00:58      |
| 18.              | "maw"                                            | Kensuke Ushio         | 01:06      |
| 19.              | "inv(II.i)"                                      | J.S. Bach             | 01:03      |
| 20.              | "van"                                            | Kensuke Ushio         | 02:25      |
| 21.              | "inv(II.ii)"                                     | J.S. Bach             | 00:46      |
| 22.              | "inv(II.iii)"                                    | J.S. Bach             | 01:02      |
| 23.              | "sig"                                            | Kensuke Ushio         | 01:30      |
| 24.              | "aft"                                            | Kensuke Ushio         | 02:18      |
| 25.              | "inv(II.iv)"                                     | J.S. Bach             | 00:53      |
| 26.              | "flt"                                            | Kensuke Ushio         | 01:40      |
| 27.              | "prc"                                            | Kensuke Ushio         | 02:24      |
| 28.              | "pst"                                            | Kensuke Ushio         | 02:09      |
| 29.              | "inv(II.v)"                                      | J.S. Bach             | 03:22      |
| 30.              | "btf"                                            | Kensuke Ushio         | 01:05      |
| 31.              | "van(var)"                                       | Kensuke Ushio         | 01:32      |
| 32.              | "sus"                                            | Kensuke Ushio         | 02:13      |
| 33.              | "frc"                                            | Kensuke Ushio         | 01:31      |
| 34.              | "inv(II.vi)"                                     | J.S. Bach             | 01:32      |
| 35.              | "qut"                                            | Kensuke Ushio         | 01:52      |
| 36.              | "svg"                                            | Kensuke Ushio         | 02:02      |
| 37.              | "slt" (Yuji Katsui (Violine))                    | Kensuke Ushio         | 01:59      |
| 38.              | "Invention No.1 in C mayor, BWV 772" (last part) | J.S. Bach             | 01:28      |
| 39.              | "lit(var"                                        | Kensuke Ushio         | 02:15      |
| Tổng thời lượng: | Tổng thời lượng:                                 | Tổng thời lượng:      | 60:48      |

| CD 2             | CD 2                                                                               | CD 2             | CD 2       |
| STT              | Nhan đề                                                                            | Sáng tác         | Thời lượng |
| ---------------- | ---------------------------------------------------------------------------------- | ---------------- | ---------- |
| 1.               | "heart beat"                                                                       | Kensuke Ushio    | 01:39      |
| 2.               | "round"                                                                            | Kensuke Ushio    | 01:38      |
| 3.               | "into the sparkle"                                                                 | Kensuke Ushio    | 03:25      |
| 4.               | "black and white"                                                                  | Kensuke Ushio    | 02:44      |
| 5.               | "(i can) say nothing"                                                              | Kensuke Ushio    | 02:23      |
| 6.               | "night lights"                                                                     | Kensuke Ushio    | 01:36      |
| 7.               | "blue blur"                                                                        | Kensuke Ushio    | 01:36      |
| 8.               | "vignette"                                                                         | Kensuke Ushio    | 02:33      |
| 9.               | "narrow road"                                                                      | Kensuke Ushio    | 03:54      |
| 10.              | "welcome to the park"                                                              | Kensuke Ushio    | 00:58      |
| 11.              | "is your hair real?"                                                               | Kensuke Ushio    | 01:55      |
| 12.              | "laser"                                                                            | Kensuke Ushio    | 04:43      |
| 13.              | "macchina eco"                                                                     | Kensuke Ushio    | 01:41      |
| 14.              | "green"                                                                            | Kensuke Ushio    | 02:39      |
| 15.              | "sunlight"                                                                         | Kensuke Ushio    | 03:24      |
| 16.              | "sketch no.19"                                                                     | Kensuke Ushio    | 01:45      |
| 17.              | "sustain"                                                                          | Kensuke Ushio    | 02:08      |
| 18.              | "no one here"                                                                      | Kensuke Ushio    | 03:37      |
| 19.              | "your silent portrait"                                                             | Kensuke Ushio    | 01:28      |
| 20.              | "fractal"                                                                          | Kensuke Ushio    | 05:45      |
| 21.              | "flare"                                                                            | Kensuke Ushio    | 02:18      |
| 22.              | "speed of light" (Video âm nhạc phiên bản DVD/BD tiếng Đức của Dáng hình thanh âm) | Kensuke Ushio    | 04:43      |
| Tổng thời lượng: | Tổng thời lượng:                                                                   | Tổng thời lượng: | 58:32      |

## Đánh giá
A Shape of Light đã giành thứ hạng cao nhất - vị trí số 74 trên Japanese Albums Chart vào tuần ngày 14 tháng 9 năm 2016 và trụ ở bảng xếp hạng trong 5 tuần.
James Marsh của nhật báo South China Morning Post viết rằng âm thanh nhạc nền không đồng điệu của Ushio tạo ra một lớp vỏ khó chịu trên bối cảnh âm thanh phức tạp của bộ phim, đem người xem gần hơn với thế giới quan của Shōko Nishimiyas. Trong một bài đánh giá phim trên trang Anime News Network, cây bút Kevin Cirugeda nhận định rằng Ushio Kensuke và Yamada Naoko đã làm việc chặt chẽ cùng nhau để cho ra đời nhạc phẩm – ngoại trừ bài "My Generation" của The Who – trong những tiếng piano nhẹ nhàng, nhạc ambient và chất im lặng thuần khiết. Không có bài hát nào nổi bật, thay vào đó toàn bộ sáng tác trong phim được miêu tả như một trải nghiệm về cảm quan, nơi âm thanh đóng vai trò là chất nhạc nền cho bộ phim.
Các độc giả của Anime UK News đã bầu chọn A Shape of Light là "Album nhạc phim hay nhất" tại lễ trao giải Anime UK Reader′s Choice Awards, bên cạnh phần nhạc nền của The Ancient Magus' Bride.